# تين (قرية فرنسية)
تين  (بالفرنسية:Tignes)، هي بلديات فرنسا فرنسية تقع في جبال الألب، في محافظة منطقة سافوا، في المنطقة الإدارية الأكبر أوفيرن-رون ألب.
بلغ عدد سكانها 2196 نسمة في عام 2017.
في الأصل ، كانت هذه البلدة الجبلية تتكون من قرية مركزية وعدة قرى صغيرة ، موجهة أساسًا نحو الزراعة. تم تدمير القرية المركزية وغمرها بعد بناء سد شيفريل، فغمرتها المياه في عام 1952. وعلى ارتفاعاتها ، أصبح تين خلال العقود التالية منتجعًا للتزلج، حيث يقع على ارتفاع يزيد عن 2000 متر فوق مستوى سطح البحر في اثنين المواقع الرئيسية والمشهورة دوليًا بمنطقة التزلج الخاصة بها. خلال أولمبياد ألبرتفيل 1992 ، استضاف المنتجع ثلاثة أحداث تزلج حرة.

## التاريخ
```
بدأ تطوير التزلج في الوادي في ثلاثينيات القرن العشرين مع إنشاء أول مصاعد تزلج (مارس 1936) ، وأول مارسة تزلج خاصة (شتاء 1933-1934)، بالإضافة إلى الفنادق الأولى. تم إنشاء أول مكتب سياحي في مارس 1937.
```

في وقت مبكر من عام 1933، تصورت الإدارة بناء سد في الجزء العلوي من الأخدود ولكن السكان علموا بذلك فقط في عام 1941. بدأ البناء في عام 1946 وغرقت القرية أخيرًا في عام 1952، عندما أكتمل السد دو شيفريل نزح 384 نسمة من سكان القرية. ومع ذلك، لم يتم ذلك بدون توترات. يبدو أن تخطيط الهيكل شكك في الممارسة الرعوية للسكان الذين حافظوا على قطعانهم في اسطبلات القرية خلال فترة الشتاء وسمح لهم بالرعي حول البحيرة في الصيف، قبل بيع إنتاجهم إلى الوادي. بالإضافة إلى ذلك، أدى نظام الشراء غير الواضح للمنازل والأراضي إلى عدم ثقة معينة من جانب السكان . وأخيرًا ، لم يتم تقديم أي معلومات للسكان حول مستقبلهم ، مثل إعادة بناء المباني الإدارية وحتى إعادة توطينهم. في مواجهة القلاقل المختلفة ، وخوفًا من شكل من أشكال التمرد بعد أعمال التخريب ، طلب محافظ سافوي تدخل الشرطة.
في عام 1951 ، صدر قرار من لجنة التحكيم بتعويض السكان واختلف عن ذلك، الأقل ، الذي اقترحته شركة الطاقة. وتبع ذلك الحدث التنفيذ التشغيلي للسد ، في حين لم تبدأ عمليات نقل المقبرة والمحفوظات وجزء من السكان. وكل ذلك تم عسكريا بالتهجير وتدمير المقبرة والتفجير النهائي للمنازل والكنيسة في 24 نيسان / أبريل 1952. في 4 تموز/ يوليو 1953 ، افتتح رئيس الجمهورية فنسنت أوريول السد.

## السكان
عدد السكان معروف من خلال تعدادات السكان التي أجريت في البلدة منذ عام 1800. من عام 2006 ، تم نشر السكان القانونيين للبلديات سنويًا بواسطة المعهد الوطني للإحصاء والدراسات الاقتصادية. يعتمد التعداد الآن على مجموعة سنوية من المعلومات ، تتعلق تباعًا بجميع المناطق البلدية على مدى خمس سنوات. بالنسبة للبلديات التي يقل عدد سكانها عن 10000 نسمة ، يتم إجراء مسح إحصائي يغطي جميع السكان كل خمس سنوات ، ويتم تقدير السكان القانونيين للسنوات المتوسطة عن طريق الاستيفاء أو الاستقراء 31. بالنسبة للبلدية ، تم إجراء أول تعداد شامل في ظل النظام الجديد في عام 2008.
في عام 2017 ، كان في المدينة 2196 نسمة ، بانخفاض 11.95٪ مقارنة بعام 2012.

## السياسة البيئية
خلال فترة صيف 2007 ، تم إطلاق عملية إعادة الغطاء النباتي في تين وهكذا استطاعت البلدية إعادة الغطاء النباتي من أجل إعادة رسم المناظر الطبيعية وتحسين البيئة الطبيعية. تمت هذه العملية على مدى ثلاثة أسابيع ، حيث تم نقل 450 طنًا من السماد الأخضر من منصة السماد شامبيري لتغطية مساحة إجمالية تبلغ حوالي 23000 م .

## الرياضة

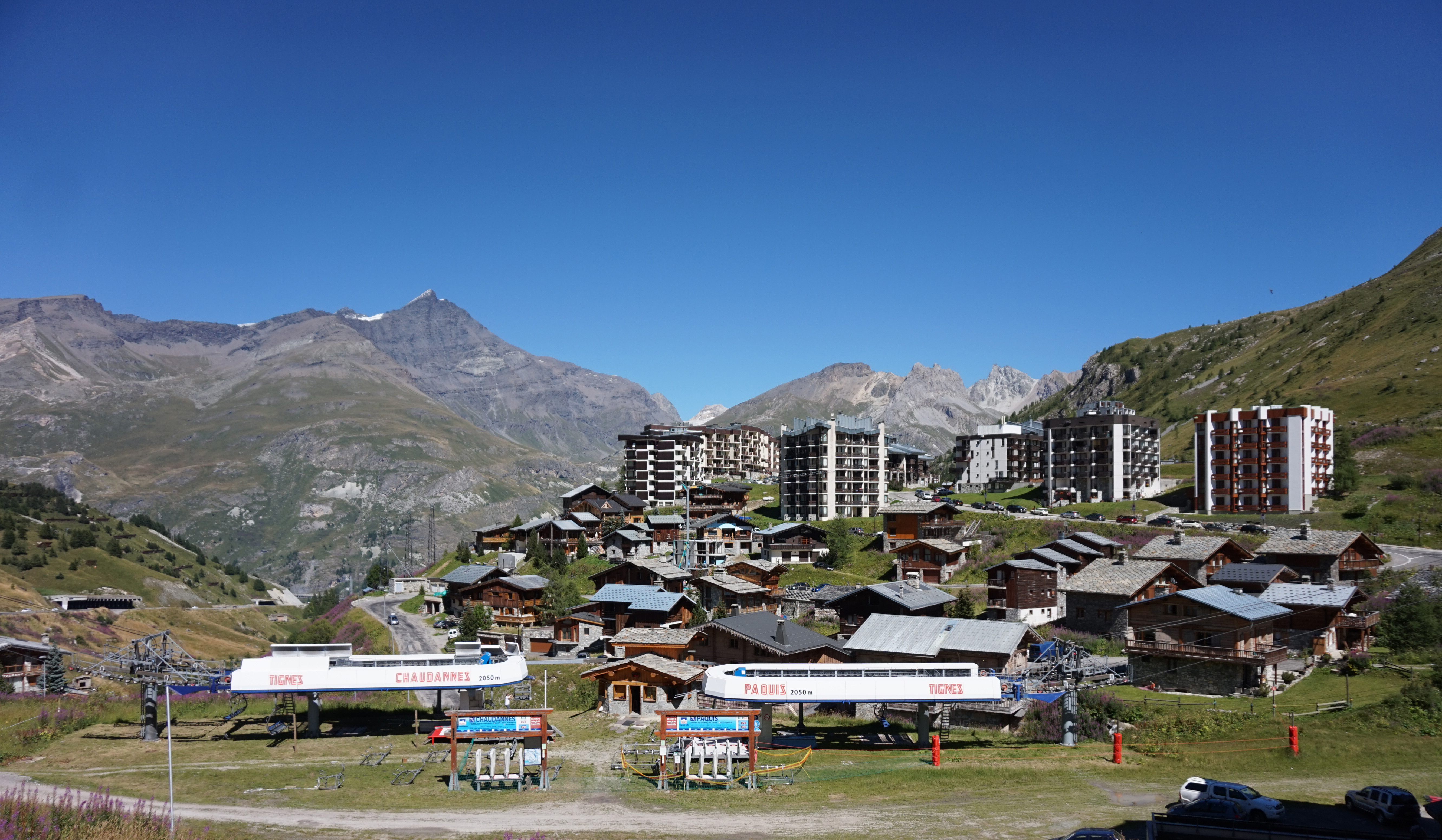
جزء من منتجع تين الجبلي

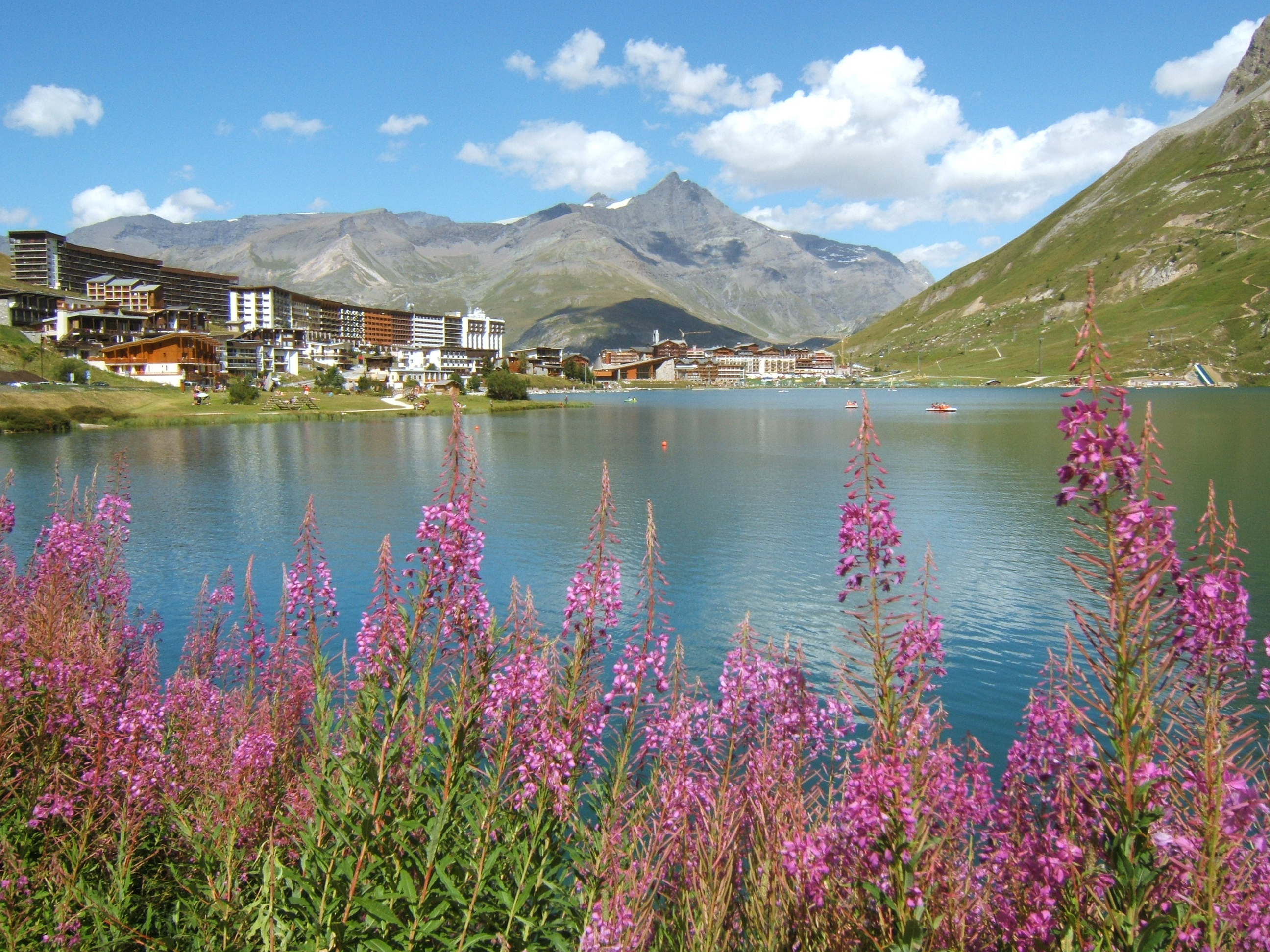
بحيرة تين

تتميز تين بكونها منتجعًا للرياضات الشتوية ولكن أيضاً منتجع صيفي بفضل استخدام الثلج من نهر جليدي قريب (مجهز في 1967-1968). تم دمج منطقة التزلج الخاصة بها مع منطقة فال ديزير ، مما أدى إلى إنشاء منطقة "كيلي"، الذي سمي على اسم بطل التزلج السابق جان كلود كيلي.

## الإقامة والسكن
بدأت مغامرة الأعمال الفندقية بافتتاح فندقين في عام 1933. وقدرت سعة المنتجع في السبعينيات بنحو 13000 سرير. وبعد ذلك في الثمانينيات ، قُدرت بنحو 25000 سرير. وفي عام 2006 ، كانت هذه القدرة تبلغ حوالي 28000 سرير ، وفقًا لمهندسة المدينة الحضرية ماري وزنياك،
في عام 2014 ، بلغت سعة المنتجع، المقدرة من قبل منظمة سافويا مونت بلان، 32105 سريراً سياحياً موزعة في 4210 منشأة. يتم توزيع أماكن الإقامة على النحو التالي: 608 مفروشة ؛ 23 مسكنا سياحيا ؛ 27 فندقاً ؛ 7 مراكز عطلات أو قرى / منازل عائلية وملجأ واحد أو توقف.
في عام 2013 ، صنفت دراسة على موقع تريب أدفيسور على الويب منتجع تين من بين أغلى 10 منتجعات في أوروبا بمتوسط إنفاق يقدر بـ 394.07 يورو .